# FIM-43 Redeye
Pour les articles homonymes, voir Red Eye.
 (décembre 2023).
Si vous disposez d'ouvrages ou d'articles de référence ou si vous connaissez des sites web de qualité traitant du thème abordé ici, merci de compléter l'article en donnant les références utiles à sa vérifiabilité et en les liant à la section « Notes et références ».
Le FIM-43 Redeye est le premier lance-missile sol-air portatif américain. Avec le 9K32 Strela-2 (code OTAN SA-7 « Grail »), entré en service la même année (1968), ils représentent les tout premiers missiles sol-air portables à courte portée de première génération. Conçu en 1959 par General Dynamics, le Redeye est utilisé pour atteindre les hélicoptères ou les avions de combat volant à basse altitude. Son nom, « Red Eye » (en français : « œil rouge ») fait référence à son autodirecteur, composé d'une lentille sensible au rayonnement infrarouge.

## Genèse et développement du programme

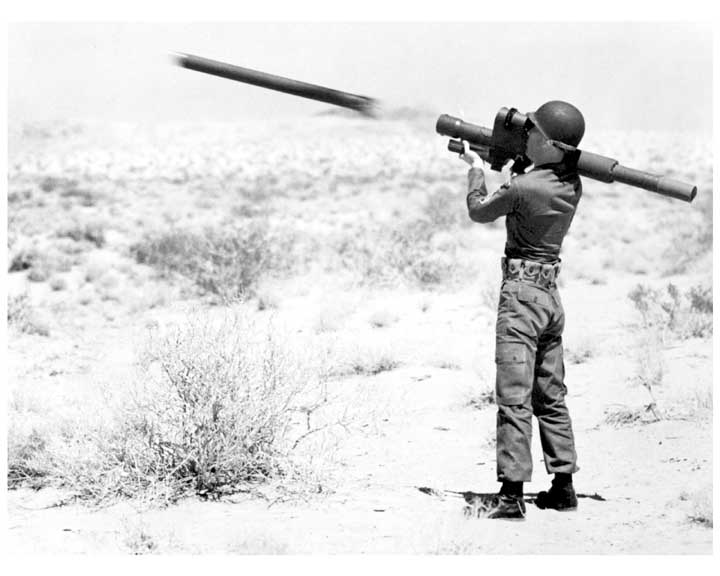
Tir d'un missile Redeye en 1964 à Fort Bliss, Texas.

Répondant au besoin d'une arme antiaérienne individuelle capable de suppléer les mitrailleuses, la firme américaine Convair commença en 1950 à étudier un projet de missile antiaérien épaulable (en anglais : Shoulder-fired missile), autoguidé par les émissions infrarouges de sa cible. Le besoin officiel en fut formulé en 1957, et Convair entama le développement en 1958, non sans expérimenter d'importantes difficultés d'ordre technique. On tira alors profit des tirs effectués sur une roquette-cible dénommée MQR-16 Gunrunner (en), produite par la firme Atlantic Research.
En juin 1963 put enfin commencer une production en petite série d'un missile qui fut alors appelé XMIM-43A, et dont la configuration (Block I) fut évaluée entre 1965 et 1966. En avril 1966, le Block II (XMIM-43B) fut livré : il comportait une cellule détectrice infrarouge refroidie, un poste de tir reconfiguré et une charge militaire améliorée. Entre 1965 et 1966, General Dynamics débuta le développement du Block III (XMIM-43C), utilisant l'autodirecteur du Block II mais étant doté d'un nouveau moteur et d'une nouvelle charge militaire. Les essais et les évaluations de cette nouvelle version ayant obtenu des résultats acceptables, la production en grande série en fut lancée en 1967, aboutissant à sa certification opérationnelle en 1968.
En 1971, une compétition officielle entre différentes armes du même type eut pour résultat de prôner le lancement immédiat du développement du successeur du Redeye, le Redeye II qui devait posséder un IFF et une capacité de tir tout temps. Ce successeur reçut le 10 mars 1972 l'appellation FIM-92 Stinger.
La production en série du Redeye cessa en juin 1971, après que 85 000 missiles eurent été livrés.
Les derniers exemplaires sont retirés en 1995.

## Le système d'arme

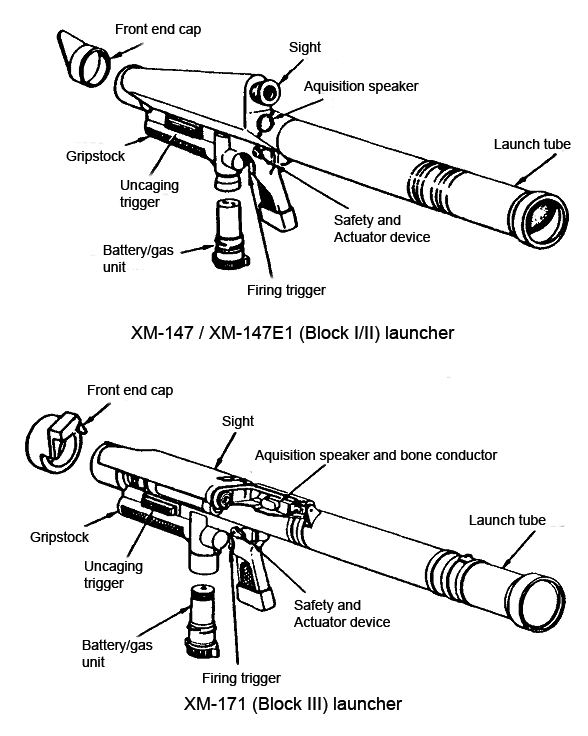
En haut, les lanceurs Block I & II (prototypes). Dessous, le Block III (version produite en série).

Le missile est transporté dans un tube lanceur en fibre de verre M171, qui porte les dispositifs de portage, de pointage et de tir. La séquence d'engagement commence par le pointage du lanceur sur une cible. Le pointage en continu vers cette dernière (on parle aussi de poursuite), ainsi que le refroidissement de l'autodirecteur infrarouge, permet au missile de se verrouiller sur elle. Lorsque l'accrochage est effectué, le tireur est averti par un signal sonore ou vibrant : il peut alors appuyer sur la détente pour déclencher le tir.
Le propulseur d'accélération du missile s'allume et le missile sort du tube à la vitesse de 25 m/s. Ses quatre ailerons stabilisateurs à l'arrière et ses deux gouvernes à l'avant se redressent alors. Dès que le missile a parcouru six mètres, le moteur de croisière est mis à feu et permet au missile d'atteindre une vitesse de Mach 1,7 (580 m/s) en 5,8 s. La charge militaire est armée après 1,25 s de vol.
L'autodirecteur du missile n'est capable de détecter que l'aéronef visé au moment du lancement, ce qui limite ses capacités d'engagement. Le missile ne peut manœuvrer à plus de 3 G et ne peut pas engager une cible se déplaçant à plus de 810 km/h, ce qui limite considérablement ses capacités d'interception. La charge militaire M222 est constituée d'une ogive explosive à fragmentation d'une masse de 1,06 kg qui renferme 360 g d'un explosif puissant, le HMX. L'explosion de la charge militaire est déclenchée par une fusée percutante, nécessitant obligatoirement de faire coup au but, contrairement aux missiles ultérieurs, qui possèderont généralement une fusée de proximité leur permettant d'exploser sans forcément percuter leur cible.

## Pays acquéreurs
- Allemagne de l'Ouest
- Australie
- Croatie
- États-Unis
- Israël
- Nicaragua [réf. nécessaire]
- Salvador
- Suède
- Thaïlande
- Turquie

Le Redeye est également utilisé de manière non officielle par le Hezbollah, l'UNITA et les moudjahidines afghans et bosniaques.